# Weissenhofmuseum
Il Weissenhof Museum di Stoccarda è un museo di storia dell'architettura aperto nel 2006. Si trova in una casa bifamiliare nel Weissenhof, progettata dagli architetti Le Corbusier e Pierre Jeanneret. L'edificio è stato inserito nel patrimonio mondiale dell'UNESCO dal 2016 come l'opera architettonica di Le Corbusier, un contributo eccezionale al Movimento Moderno.

## L'edificio
La casa bifamiliare è stata realizzata in occasione dell'esposizione del Werkbund a Stoccarda nel 1927, con lo scopo di mostrare le innovazioni architettoniche e sociali del Movimento moderno.
La casa è una delle icone dell'architettura tra le opere e progetti di architettura di Le Corbusier perché rappresenta la messa in pratica dell'innovativo modo di costruzione basato sui 5 punti dell'architettura moderna ideati dallo stesso architetto.

## Il museo
La casa è stata trasformata in un museo nel 2006, al cui interno gli ambienti sono stati convertiti in spazi espositivi dove viene raccontata la genesi dell'architettura di Le Corbusier e degli schizzi di realizzazione della casa e dell'intero quartiere.